# Lijst van schaatsrecords minivierkamp vrouwen (junioren)
Dit is een overzicht van de ontwikkeling van de schaatsrecords op de minivierkamp vrouwen (junioren).
De minivierkamp voor een allround schaatstoernooi welke gaat over de afstanden 500, 1000, 1500 en 3000 meter. De tijden op deze afstanden worden omgerekend naar 500 meter en de som van deze tijden gerekend in seconden is het puntentotaal. De minivierkamp wordt door junioren vrouwen verreden tijdens kampioenschappen.

## Ontwikkeling wereldrecord minivierkamp
| Nr. | Naam                | Land                           | Tijd    | Datum            | Baan           |
| --- | ------------------- | ------------------------------ | ------- | ---------------- | -------------- |
| 1.  | Natalja Petroesjova | Sovjet-Unie                    | 181,765 | 16 maart 1976    | Medeo          |
| 2.  | Beth Heiden         | Verenigde Staten               | 177,713 | 25 februari 1979 | Grenoble       |
| 3.  | Sarah Docter        | Verenigde Staten               | 177,501 | 24 januari 1982  | Davos          |
| 4.  | Sarah Docter        | Verenigde Staten               | 172,075 | 14 februari 1982 | Inzell         |
| 5.  | Ulrike Adeberg      | Duitse Democratische Republiek | 172,018 | 11 maart 1990    | Berlijn        |
| 6.  | Anke Baier          | Duitse Democratische Republiek | 169,124 | 3 maart 1991     | Calgary        |
| 7.  | Becky Sundstrom     | Verenigde Staten               | 167,819 | 19 maart 1995    | Calgary        |
| 8.  | Anni Friesinger     | Duitsland                      | 166,476 | 10 maart 1996    | Calgary        |
| 9.  | Wieteke Cramer      | Nederland                      | 162,452 | 18 maart 2000    | Calgary        |
| 10. | Elma de Vries       | Nederland                      | 159,938 | 22 maart 2002    | Calgary        |
| 11. | Ireen Wüst          | Nederland                      | 158,916 | 12 maart 2004    | Calgary        |
| 12. | Ireen Wüst          | Nederland                      | 157,436 | 11 maart 2005    | Calgary        |
| 13. | Marrit Leenstra     | Nederland                      | 156,360 | 12/13 maart 2008 | Calgary        |
| 14. | Joy Beune           | Nederland                      | 153,776 | 09/10 maart 2018 | Salt Lake City |